# 宇部インターチェンジ
宇部インターチェンジ（うべインターチェンジ）は、山口県宇部市に所在する山陽自動車道（宇部下関線）のインターチェンジである。

## 概要
2001年3月11日の山陽自動車道（宇部下関線）開通に伴い設置された。宇部市街の北部に位置し、山陽自動車道における宇部市街への最寄りICである。
山陽自動車道側はトランペット型の構造となっており、国道490号側は宇部市街地方面のみ立体交差となっている。
2012年3月28日より当ICのやや東側に宇部本線料金所が運用開始された。

## 歴史
- 2001年（平成13年）3月11日：宇部JCT - 下関JCT間開通に伴い、供用開始[1]。
- 2012年（平成24年）3月28日：山口宇部道路の無料開放に伴い、宇部JCT - 宇部IC間に宇部TBを新設[2]。

## 周辺
- 琴崎八幡宮
- 真締川ダム
- 白石公園墓地
- 宇部市交通局
- 瀬戸原工業団地
- 宇部港

## 接続する道路
- 直接接続
  - 国道490号
    - 当IC開通に伴い周辺が4車線に拡幅され、2009年（平成21年）には宇部市街地から宇部ICまでがすべて4車線に拡幅された。

## 宇部バスストップ
本線上に高速バス専用のバス停留所が設けられている。
| 路線愛称         | 運行会社 | 下り線側方面 | 上り線側方面                                         | 昼行/夜行 |
| ---------------- | -------- | ------------ | ---------------------------------------------------- | --------- |
| サンアンドムーン | 大新東   | （降車のみ） | 神戸（三宮）・大阪（梅田・なんばOCAT）・京都駅八条口 | 夜行      |

### バス停へのアクセス
- 宇部市営バス 白石公園入口バス停

## 隣
E2 山陽自動車道（宇部下関線）
(42)宇部JCT - 宇部TB - (43)宇部IC - (44)小野田IC